# Силикат протактиния
Силикат протактиния — неорганическое соединение,
соль протактиния и кремниевой кислоты
с формулой PaSiO4,
кристаллы.

## Получение
- Спекание оксида протактиния(IV) и оксида кремния(IV) в вакууме:

{\displaystyle {\mathsf {PaO_{2}+SiO_{2}\ {\xrightarrow {1250^{o}C}}\ PaSiO_{4}}}}
также кристаллы получают с помощью гидротермального процесса при 230°С.

## Физические свойства
Силикат протактиния образует кристаллы нескольких модификаций:
- α-PaSiO4, тетрагональная сингония, параметры ячейки a = 0,7068 нм, c = 0,6288 нм, Z = 4, структура типа силиката циркония ZrSiO4;
- β-PaSiO4, моноклинная сингония, параметры ячейки a = 0,676 нм, b = 0,692 нм, c = 0,645 нм, β = 104,8°, Z = 4, структура типа фосфата церия CePO4 [1][2].